# Мирзоев, Гасан Мирзали оглы
Гасан Мирзали оглы Мирзоев (азерб. Həsən Mirzəli oğlu Mirzəyev; 1926, Сарыбаш, Нухинский уезд — 2006, Кахский район) — советский азербайджанский животновод, Герой Социалистического Труда (1971).

## Биография
Родился в 1926 году в селе Сарыбаш Нухинского уезда Азербайджанской ССР (ныне село в Кахском районе).
С 1954 года — старший зоотехник управления сельского хозяйства Кахского района, позже — председатель ордена Ленина колхоза имени 26 бакинских комиссаров Кахского района.
На должности председателя Мирзоев проявил себя умелым и опытным руководителем, применял в работе передовую практику, применял зоотехнические методы. По предложению Гасана Мирзоева в колхозе начато выращивание кормовых культура на зимних пастбищах — выращиваемые эспарцет и люцерна на поливе давали до трех укосов, что хватало на зимнюю подкормку овец. Для овец построены крупные кошары, начато применение новых зоотехнических методов — поочередное стравливание травостоя и ночная пастьба. При непосредственном участии Мирзоева, при колхозе открыт откормочный пункт; пункт ежегодно откармливал и продавал государству 4—5 тысяч голов. За два месяца откорма тонкорунных валухов и выбракованных маток, в колхозе получали на одно животное до 9 килограмм привеса. В хозяйстве колхоза содержалось 28 тысяч тонкорунных овец породы азербайджанский горный меринос. Колхоз получал высокие показатели животноводства, получая от каждой овцы 4 килограмма шерсти и 130 ягнят от каждой овцематки. По итогам VIII пятилетки колхоз стал самым передовым в Кахском районе.
Значительно увеличилось и благосостояние колхозников — средняя заработная плата каждого составляла около 190 рублей, открыты объекты бытового обслуживания, к селу проведены трассы. Гасан Мирзоев убедил власти не переселять жителей высокогорного села Сарыбаш на равнину и способствовал развитию инфраструктуры в горах, для колхозников начата постройка нового села с названием Джелаир.
Указом Президиума Верховного Совета СССР от 8 апреля 1971 года за выдающиеся успехи, достигнутые в развитии сельскохозяйственного производства и выполнении пятилетнего плана продажи государству продуктов земледелия и животноводства, Мирзоеву Гасану Мирзали оглы присвоено звание Героя Социалистического Труда с вручением ордена Ленина и золотой медали «Серп и Молот».
С 2002 года — президентский пенсионер.
Скончался в 2006 году. Про Мирзоева снят кинофильм «Герой нашего села», режиссёр — Н. Сетханян.